# Arne Vanneste
Arne Vanneste (Kortrijk, 16 april 1989) is een Belgische voetballer die als middenvelder speelt.

## Loopbaan
Hij kwam uit voor KSV Moorsele, KSK Wevelgem, KV Kortrijk, KSV Roeselare, RC Waregem, SW Harelbeke en WS Lauwe.
| Seizoen        | Club            | Land   | Competitie         | Wed. | Goals |
| -------------- | --------------- | ------ | ------------------ | ---- | ----- |
| 2009/10        | KSV Roeselare   | België | Jupiler Pro League | 0    | 0     |
| Bijgewerkt tot | 26 januari 2010 |        |                    |      |       |